# Hoscheid-Dickt
Hoscheid-Dickt (en luxembourgeois : Houschter Déckt ) est une localité de la commune luxembourgeoise du Parc Hosingen située dans le canton de Clervaux.